# Creed III
Creed III è un film del 2023 diretto ed interpretato da Michael B. Jordan, al suo debutto alla regia.
La pellicola, con protagonista Michael B. Jordan, è il sequel del film del 2018 Creed II, nono capitolo della saga di Rocky Balboa e primo capitolo senza il personaggio di Rocky.

## Trama
Nella Los Angeles del 2002, un giovane Adonis "Donnie" Creed esce di nascosto con il suo migliore amico, il campione dei Golden Gloves Damian "Diamond Dame" Anderson, per vedere quest'ultimo competere in un incontro di boxe clandestino. Dopo la vittoria, Dame parla a Donnie delle sue aspirazioni di diventare professionista e campione del mondo. Durante una deviazione in un negozio di liquori, Donnie attacca impulsivamente un uomo di nome Leon.
Nel 2020, Donnie combatte e vince in una rivincita contro "Pretty" Ricky Conlan, che è appena stato rilasciato dalla sua pena detentiva e ha lavorato per tornare ad essere un contendente per un incontro di campionato. Donnie si ritira dalla boxe, per concentrarsi sulla moglie Bianca e sulla figlia sorda Amara. Tre anni dopo, Donnie gestisce la Delphi Boxing Academy con il suo allenatore Tony "Little Duke" Evers Jr. e promuove il suo pupillo, il campione del mondo Felix "El Guerrero" Chavez, in un incontro contro Viktor Drago. A causa dei suoi problemi di udito, Bianca rinuncia a esibirsi e diventa una produttrice di successo. I due vegliano sulla salute in declino di Mary Anne, la madre adottiva di Donnie. Amara aspira a diventare una pugile come suo padre, il che la mette nei guai a scuola.
Dame viene rilasciato dal carcere e riallaccia i rapporti con Donnie, al quale confida il desiderio di riprendere la sua carriera di pugile. Donnie invita a malincuore Dame in palestra per allenarsi con Chavez, ma il suo stile aggressivo attira il disprezzo di Chavez e Duke. In seguito, Dame visita la casa di Donnie, dove incontra la sua famiglia e racconta del periodo trascorso insieme in una casa famiglia, di cui Bianca non ha mai sentito parlare. In privato, Dame esprime il desiderio di avere una chance per il titolo contro Chavez, citando la precedente chance di Donnie, ma questi rifiuta.
A una festa per l'etichetta discografica di Bianca, Dame parla cripticamente a Bianca di Leon prima che Drago venga attaccato da un assalitore sconosciuto; la sua ferita mette in dubbio il suo incontro con Chavez. Donnie suggerisce Dame come avversario, proponendo un incontro da sfavorito, simile alla prima occasione di Rocky Balboa per il titolo, che Chavez accetta. Durante l'incontro, Dame combatte in modo sporco, ma mette Chavez al tappeto, vincendo l'indiscusso titolo dei pesi massimi.
Dopo l'incontro, un Donnie a disagio fa visita a Mary Anne, che gli mostra delle lettere scritte da Dame mentre era in prigione e che lei gli ha tenuto nascoste poiché credeva che Dame avesse una cattiva influenza su Donnie. Una lettera contiene una foto che ritrae Dame con un compagno di cella che Donnie riconosce come colui che ha aggredito Drago. Rendendosi conto che Dame ha orchestrato l'aggressione, Donnie lo affronta. Dame rivela di aver manipolato tutti i loro incontri per farlo passare per un campione, poi prende a pugni Donnie e gli fa un occhio nero. Donnie non riesce a parlare con Bianca del suo senso di colpa nei confronti di Dame, che si compiace della sua nuova fama e calunnia pubblicamente Donnie come un impostore che gli ha voltato le spalle.
Mary Anne viene colpita da un altro ictus e muore. Dopo il funerale, Donnie confessa a Bianca la verità: Leon era il custode abusivo della casa famiglia in cui Dame e Donnie vivevano prima che Donnie fosse adottato. Dopo che Donnie ha aggredito Leon al negozio di liquori, si è scatenata una rissa contro gli amici di Leon e Dame ha estratto una pistola. All'arrivo della polizia, Donnie è fuggito, ma Dame è stato arrestato. Nel tentativo di cancellare il ricordo, Donnie non ha mai contattato Dame per la vergogna e il senso di colpa. Sapendo che Dame non avrebbe smesso di diffamarlo, dice a Bianca che c'è solo un modo per farlo cadere.
Durante l'intervista di Donnie al programma First Take, Dame chiama in diretta per sfidare Donnie in un incontro. Donnie accoglie l'invito e decide di ritornare alla boxe, per affrontare Dame e riprendersi il titolo mondiale. Dopo essersi allenato con Duke e un Drago guarito, Donnie affronta Dame in un'estenuante sfida ad armi pari, nella "Battaglia di Los Angeles" al Dodger Stadium. Nel round finale, Donnie utilizza il consiglio di Duke di lasciar andare la paura e il senso di colpa e approfitta della stanchezza di Dame, mettendo KO l'avversario, e vincere l'incontro e il titolo mondiale. In seguito, Donnie si riconcilia con Dame ed entrambi ammettono che non è stata colpa di nessuno dei due. Nella scena finale Donnie raggiunge Bianca e Amara sul ring nello stadio vuoto, dove finge di boxare con Amara.

## Produzione

### Sviluppo
Nel settembre 2019 Jordan ha confermato la realizzazione del sequel. Nel febbraio 2020, Zach Baylin è stato scelto come sceneggiatore. Nell'ottobre dello stesso anno è stato reso noto che Jordan, oltre a riprendere il ruolo di Adonis Creed, avrebbe anche diretto la pellicola.

### Cast
Nel novembre 2021 Jonathan Majors è entrato a far parte del cast nel ruolo dell'avversario di Adonis. Nell'aprile 2022 è stato annunciato che Wood Harris e Florian Munteanu avrebbero ripreso i ruoli dei precedenti film del franchise, mentre Selenis Leyva, Thaddeus J. Mixson, Spence Moore II e Mila Davis-Kent si sono uniti al cast nello stesso mese. Nel settembre 2022 il pugile messicano Canelo Álvarez è stato scelto per recitare nel film.

### Riprese
Le riprese sono iniziate nel gennaio 2022 ad Atlanta, in Georgia.

## Promozione
Il primo trailer è stato distribuito il 18 ottobre 2022, mentre quello finale il 13 febbraio dell'anno successivo, in occasione del Super Bowl.

## Distribuzione
Creed III è stato presentato in anteprima a Città del Messico il 9 febbraio 2023. Il film è uscito nelle sale cinematografiche italiane il 2 marzo 2023, mentre in quelle statunitensi il giorno successivo.

## Accoglienza

### Incassi
Creed III ha incassato 156248615 $ in Nord America e 119000000 $ nel resto del mondo, per un incasso complessivo di 275248615 $.

### Critica
Sull'aggregatore di recensioni Rotten Tomatoes, il film ha ottenuto l'88% dei giudizi professionali positivi, con un voto medio di 7,1 su 10 basato su 330 critiche, mentre su Metacritic ha un punteggio di 73 su 100 basato su 61 recensioni.

## Riconoscimenti
- 2024 - People's Choice Awards[17]
  - Candidatura al miglior film drammatico
  - Candidatura alla star maschile dell'anno a Michael B. Jordan
  - Candidatura alla star drammatica dell'anno a Michael B. Jordan